# Tantō

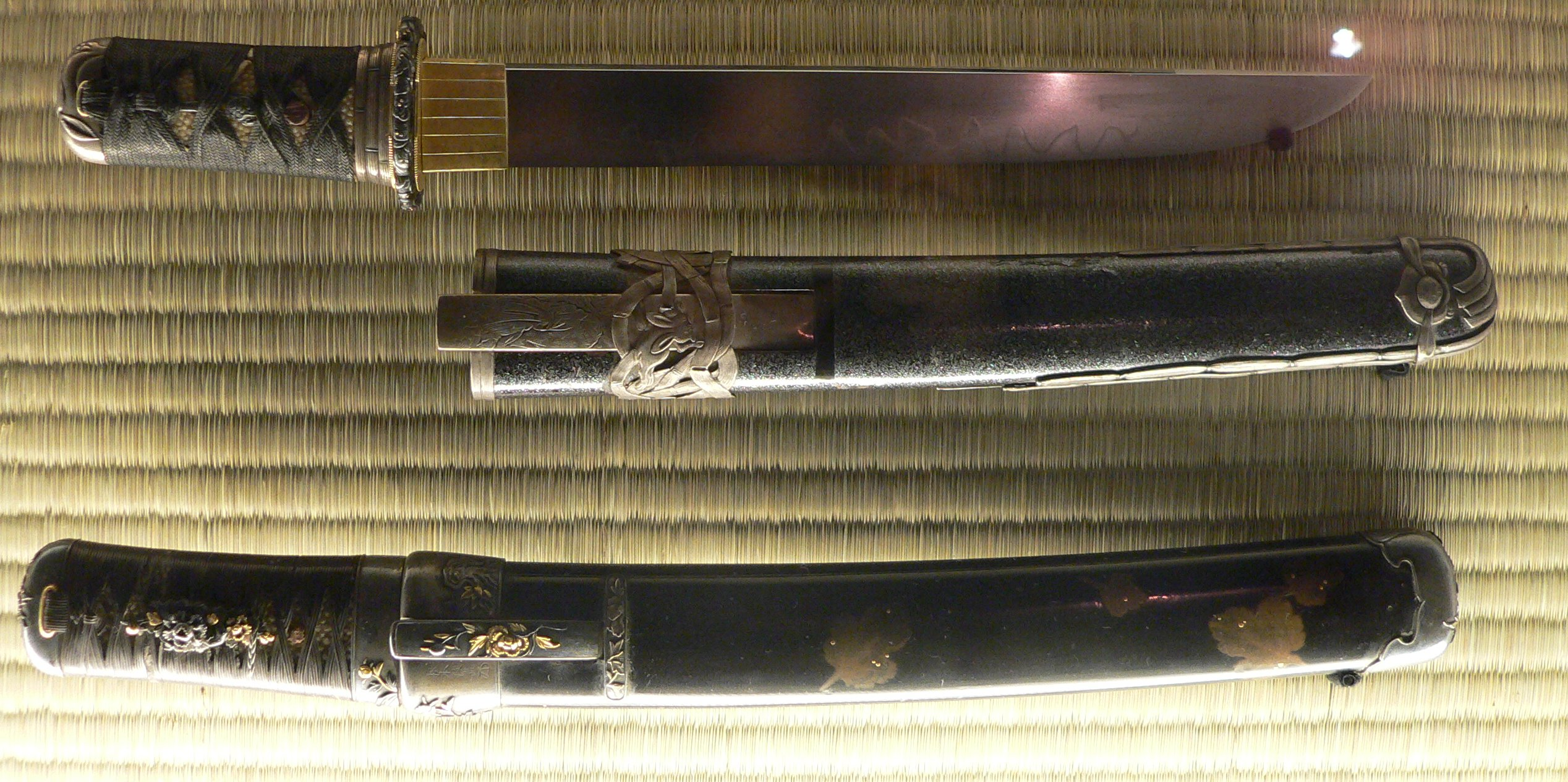
Dos tantō

El tantō és una arma curta de fil similar a un punyal. A primera vista es pot confondre amb una 'petita katana', però el seu disseny és diferent. Tot i que estèticament és idèntica, el disseny de la fulla, i la tsuka (mànec) són substancialment més senzills.
Generalment, per raons d'etiqueta es porta a l'obi (cinturó), tot i que certament se podria amagar amb relativa facilitat. Tot i ser una arma secundària del samurais era el wakizashi (versió més curta que la katana) o el kodachi (versió més curta que el tachi), alguns samurais preferien el Tanto per la facilitat del seu maneig i com a complement de les seves arts marcials cos a cos.
Com a objecte cerimonial es va estendre durant la nova era, substituint al wakizashi o el kodachi en el ritual del seppuku o harakiri (una cerimònia on el samurai se suïcidava amb l'objectiu de recuperar el seu honor després una deshonra).